# Mường Khong
Mường Khong là một xã thuộc huyện Tuần Giáo, tỉnh Điện Biên, Việt Nam.

## Địa lý
Xã Mường Khong nằm ở phía bắc huyện Tuần Giáo, có vị trí địa lý:
- Phía đông giáp xã Mường Thín và xã Nà Sáy
- Phía tây giáp huyện Mường Ảng và huyện Mường Chà
- Phía nam giáp huyện Mường Ảng
- Phía bắc giáp xã Mường Mùn và xã Pú Xi.

Xã Mường Khong có diện tích 107,17 km², dân số năm 2022 là 3.482 người, mật độ dân số đạt 32 người/km².

## Hành chính
Xã Mường Khong được chia thành 7 bản: Co Đứa, Hua Sát, Huổi Nôm, Khong Nưa, Khong Tở, Phai Mướng, Phiêng Hin.

## Lịch sử
Ngày 25 tháng 8 năm 2012, Chính phủ ban hành Nghị quyết số 45/NQ-CP về việc thành lập xã Mường Khong trên cơ sở điều chỉnh 10.716,18 ha diện tích tự nhiên với 2.866 người và 9 bản: Khong Tở, Pom Khoang, Co Đứa, Khong Nua, Phai Cộng, Phai Mướng, Phiêng Hin, Huổi Nôm, Hua Sát của xã Nà Sáy.
Ngày 6 tháng 12 năm 2019, HĐND tỉnh Điện Biên ban hành Nghị quyết số 148/NQ-HĐND về việc:
- Sáp nhập bản Pom Khoang vào bản Co Đứa.
- Sáp nhập bản Phai Cộng vào bản Khoong Nưa.